# Landes
Landes — залізний метеорит масою 69800 грам.